# Leioproctus fasciatus
Leioproctus fasciatus är en biart som först beskrevs av Carlos Schrottky 1920.  Leioproctus fasciatus ingår i släktet Leioproctus och familjen korttungebin. Inga underarter finns listade i Catalogue of Life.